# Кучера, Карл Антонович
Карл Антонович Ку́чера (чеш. Karel Kučera; 9 октября 1847, Рокицани, Земли Чешской короны — 27 апреля 1915, Смихов, Цислейтания) — чешский и российский дирижёр.
Музыкальное образование получил в Праге: учился игре на фортепиано у Бедржиха Шимака и пению у Яна Непомука Шкроупа и Франтишека Пиводы, в 1870—1873 гг. занимался также в Пражской школе органистов. C 1871 года хормейстер и помощник дирижёра в Чешской опере. В 1874—1879 гг. дирижировал личным оркестром Павла фон Дервиза в Ницце и Лугано, с этим оркестром в 1879 году исполнил премьеру Ноктюрна Op. 40 Антонина Дворжака.
В 1879—1894 гг. второй дирижёр Императорской русской оперы в Санкт-Петербурге; сын главного дирижёра Эдуарда Направника вспоминал в своих мемуарах, что Кучера «оказался очень милым и порядочным человеком, но совершенно бездарным капельмейстером». 23 октября 1890 года дирижировал премьерой оперы А. П. Бородина «Князь Игорь». Затем до 1910 года инспектор (заведующий оркестрами) Императорских театров, руководил также Центральной музыкальной библиотекой театральной дирекции в Санкт-Петербурге. Преподавал в Смольном институте с 1894 года, частным образом занимался и с профессиональными певцами — в том числе с Николаем Маркевичем и Константином Серебряковым. После 1910 года вернулся в Чехию.